# Parabaena sagittata
Parabaena sagittata är en tvåhjärtbladig växtart som beskrevs av John Miers. Parabaena sagittata ingår i släktet Parabaena och familjen Menispermaceae. Inga underarter finns listade i Catalogue of Life.